# Tony Maggs
Anthony Francis O'Connell Maggs, detto Tony (Pretoria, 9 febbraio 1937 – Hermanus, 2 giugno 2009), è stato un pilota automobilistico sudafricano.

## Carriera
Nato in una famiglia benestante di agricoltori, Maggs lasciò la propria famiglia nel 1960 per dedicarsi alle corse automobilistiche trasferendosi in Europa. Nel 1961 si mise in luce guidando una delle vetture di Ken Tyrrell nel campionato di Formula Junior, che terminò al primo posto a pari punti con Jo Siffert. Corse poi anche due gare in Formula 1 senza risultati rilevanti, divenendo però il primo pilota sudafricano a correre nella serie iridata.
Venne quindi assunto dalla Cooper per le seguenti due stagioni e, al suo esordio con il team britannico, giunse subito a punti. Conquistò poi un totale di tre podi con la squadra inglese giungendo secondo nelle edizioni del Gran Premio di Francia del 1962 e del 1963 e terzo al Gran Premio del Sudafrica 1962. Accantonato a favore di Phil Hill, Maggs si trasferì per il 1964 alla Scuderia Centro Sud con cui ottenne quattro punti. La sua ultima gara nella massima serie automobilistica fu il Gran Premio del Sudafrica 1965, dopodiché si dedicò alla Formula 2. In seguito, però, ad un grave incidente da lui provocato in cui rimase ucciso un bambino decise di abbandonare la sua carriera per ritornare in patria e dedicarsi alla sua fattoria.
Morì nel 2009 di cancro ai polmoni.

### Risultati in Formula 1
| 1961 | Scuderia            | Vettura  |  |  |  |  |    |    |  |  |  |  |  | Punti | Pos. |
| ---- | ------------------- | -------- |  |  |  |  | -- | -- |  |  |  |  |  | ----- | ---- |
| 1961 | Louise Bryden-Brown | Lotus 18 |  |  |  |  | 13 | 11 |  |  |  |  |  | 0     |      |

| 1962 | Scuderia | Vettura |   |     |     |   |   |   |   |   |   |  |  | Punti | Pos. |
| ---- | -------- | ------- | - | --- | --- | - | - | - | - | - | - |  |  | ----- | ---- |
| 1962 | Cooper   | T55/T60 | 5 | Rit | Rit | 2 | 6 | 9 | 7 | 7 | 3 |  |  | 13    | 7º   |

| 1963 | Scuderia | Vettura |   |   |     |   |   |     |   |     |     |   |  | Punti | Pos. |
| ---- | -------- | ------- | - | - | --- | - | - | --- | - | --- | --- | - |  | ----- | ---- |
| 1963 | Cooper   | T60     | 5 | 7 | Rit | 2 | 9 | Rit | 6 | Rit | Rit | 7 |  | 9     | 8º   |

| 1964 | Scuderia            | Vettura |  |    |    |  |     |   |   |  |  |  |  | Punti | Pos. |
| ---- | ------------------- | ------- |  | -- | -- |  | --- | - | - |  |  |  |  | ----- | ---- |
| 1964 | Scuderia Centro Sud | BRM P57 |  | NP | NP |  | Rit | 6 | 4 |  |  |  |  | 4     | 12º  |

| 1965 | Scuderia    | Vettura  |    |  |  |  |  |  |  |  |  |  |  | Punti | Pos. |
| ---- | ----------- | -------- | -- |  |  |  |  |  |  |  |  |  |  | ----- | ---- |
| 1965 | Reg Parnell | Lotus 25 | 11 |  |  |  |  |  |  |  |  |  |  | 0     |      |

| Legenda | 1º posto     | 2º posto | 3º posto    | A punti         | Senza punti/Non class.  | Grassetto – Pole position Corsivo – Giro più veloce |
| Legenda | Squalificato | Ritirato | Non partito | Non qualificato | Solo prove/Terzo pilota | Grassetto – Pole position Corsivo – Giro più veloce |